# 福斯傳媒

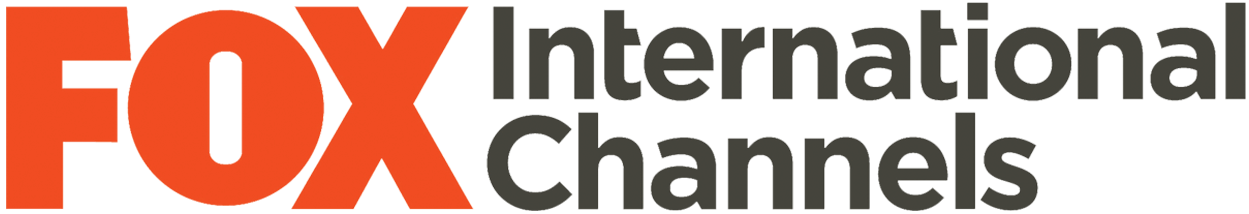
該集團前海外旗下部門 福斯國際電視網 （Fox International Channels）2012年標誌

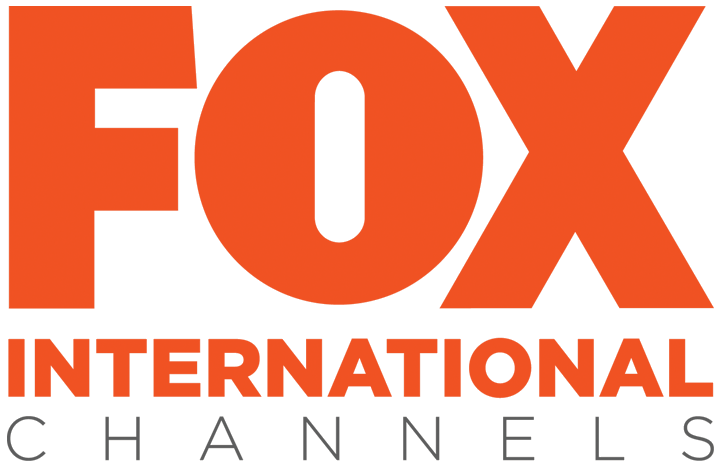
該集團前海外旗下部門 福斯國際電視網 （Fox International Channels）2015年標誌

福斯集團舊標誌

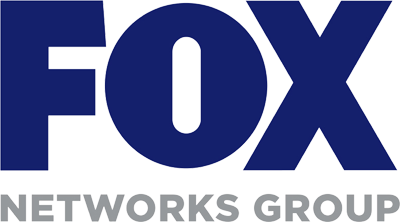
福斯傳媒集團美國本土標誌

福斯集團文件用標誌

福斯傳媒集團（英語：FOX Networks Group, FNG）是美國華特迪士尼公司旗下子公司，其管理國際多媒體事業群，製作與透過電視頻道向全球提供綜合娛樂、電影影集、知性旅遊等各種類型節目。

## 迪士尼收購前
在海外原是福斯國際電視網（英語：Fox International Channels, FIC），但原21世紀福斯於2016年1月11日宣布福斯集團重組，亞洲、歐洲與拉丁美洲的福斯國際電視網獨立直接隸屬福斯傳媒集團（英語：FOX Networks Group, FNG）之下，分為福斯傳媒集團亞太區（Fox Networks Group Asia Pacific）、福斯傳媒集團歐洲區（Fox Networks Group Europe）及福斯傳媒集團拉丁美洲區（Fox Networks Group Latin America），不再使用福斯國際電視網標誌。
在2011年以后直到被迪士尼收购期间，该集团受21世纪福克斯委托，曾负责原星空传媒在台湾地区的部分电视频道业务。

## 迪士尼時代
2017年12月14日，華特迪士尼公司宣布以524億美元的股票收購包含福斯傳媒有限公司在內的21世紀福斯旗下資產，並於2019年3月20日完成交易，正式納入華特迪士尼公司旗下。
2020年1月17日，迪士尼正式停用“福斯”品牌，更名原因是因為鲁伯特·默多克仍掌控福斯廣播公司及福斯新聞網等公司，為了避免大眾仍將迪士尼下屬的福斯各部門視為鲁伯特·默多克旗下福斯公司的所屬公司。2021年2月22日，隨著拉丁美洲的FOX頻道 (FOX Channel) 更名為STAR Channel，福斯傳媒有限公司正式開始進入逐步改名階段。